# 岩城禮三
岩城 禮三（いわき れいぞう、1930年 – 2017年）は、日本の言語学者・教育者。専門は英語教育。札幌医科大学名誉教授。北海道岩内郡岩内町生まれ

## 経歴
1946年北海道庁立岩内中学校卒。1949年小樽経済専門学校卒。岩内町立岩内第二中学校英語教諭。1950年北海道岩内高等学校英語教諭。1956年日本大学文学部英文学科卒。1961年北海道札幌旭丘高等学校英語教諭。1966年ジョージタウン大学大学院外国語教育学課程修了。1969年札幌香蘭女子短期大学英文科専任講師。1969年北海道立教育研究所語学教育研究室長。1969年通訳案内士取得。1970年小樽商科大学短期大学部助教授。1980年札幌医科大学医学部教授。1995年同停年退官。同名誉教授。札幌学院大学人文学部英語英米文学科教授。1998年同定年退職。北海道文教大学開学準備委員会委員。
1999年北海道文教大学外国語学部教授。同外国語学部長。2005年同退職。

## 著書
- 安藤昭一ほか編『英語教育現代キーワード事典』分担執筆、増進堂、1991
- 井上康雄編『英語の指導法と関連科学』分担執筆、ニチブン、1992
- 『英語教育の研究』光明社、1997